# Relações entre Kosovo e Portugal
As relações entre Cóssovo (ou Kosovo) e Portugal são relações bilaterais entre a República do Cóssovo e a República Portuguesa. O Cóssovo declarou a independência da Sérvia em 17 de fevereiro de 2008 e Portugal reconheceu isso a 7 de outubro de 2008. O Cóssovo anunciou oficialmente que abriria uma embaixada em Lisboa.

## Militar
Portugal tem actualmente 266 tropas no Cóssovo para assegurar a paz, esta acção faz parte num projeto da Organização do Tratado do Atlântico Norte (NATO/OTAN) chamada de Força do Cóssovo.